# Sobótka (gmina w województwie łódzkim)
Sobótka – dawna gmina wiejska istniejąca do 1954 roku w woj. łódzkim. Siedzibą władz gminy była Sobótka.
W okresie międzywojennym gmina Sobótka należała do powiatu łęczyckiego w woj. łódzkim. Po wojnie gmina zachowała przynależność administracyjną. Według stanu z dnia 1 lipca 1952 roku gmina składała się z 11 gromad: Jastrzębia, Kadzidłowa, Ksawerów, Ostrówek, Pieczew, Smardzew, Sobótka, Sobótka Nowa, Sobótka Stara, Srebrna i Wygorzele.
Jednostka została zniesiona 29 września 1954 roku wraz z reformą wprowadzającą gromady w miejsce gmin. Po reaktywowaniu gmin z dniem 1 stycznia 1973 roku gminy Sobótka nie przywrócono, a jej dawny obszar wszedł głównie w skład gminy Grabów.